# Die Schwarzwaldklinik – Die nächste Generation
Die Schwarzwaldklinik – Die nächste Generation ist das erste von zwei Specials, das zum 20-jährigen Jubiläum der Erfolgsserie aus den 1980er-Jahren Die Schwarzwaldklinik am 20. Februar 2005 erstausgestrahlt wurde.

## Handlung
Dr. Benjamin Brinkmann will die Ärztin Sophie Schwarz heiraten. Aus diesem Anlass finden sich nun Familie, Freunde und Kollegen des Paares im Schwarzwald ein. Da Benjamin – wie früher sein Vater und sein Halbbruder Udo – als Arzt in der Schwarzwaldklinik tätig ist, treffen so die meisten der früheren Kollegen seines Vaters aufeinander. Der Haushälterin Carsta Michaelis gelingt es mit einiger Mühe sogar, die frühere resolute und inzwischen pensionierte Oberschwester Hildegard aufzuspüren und zur Teilnahme an Polterabend und Hochzeit zu überreden.
Ein Verkehrsunfall auf der Landstraße, den Sophies Ex-Freund im Rauschzustand verursacht hat, fällt inmitten die Hochzeitsvorbereitungen. Alle Verletzten können gerettet werden. Doch der Unfallverursacher, Förster Martin Stadler, hat Gewissensbisse und Suizidgedanken, da er mit seinen Schuldgefühlen nicht zurechtkommt und wahrscheinlich aufgrund seiner beim Unfall erlittenen Rückenmarksverletzung nie wieder richtig wird laufen können. Professor Alexander Vollmers, ein renommierter Neurochirurg aus Konstanz und guter Freund der Familie Brinkmann, wird in die Schwarzwaldklinik gerufen. Er schafft es durch eine neue Operationsmethode, die allerdings nur in seiner Klinik in Konstanz möglich ist, Martin wieder Hoffnung auf eine vollständige Genesung zu geben.
Am Ende heiraten Benjamin und Sophie wie geplant auf der Insel Mainau. Überraschend erscheint auch Professor Köhler, der ärztliche Direktor der Schwarzwaldklinik, zu den Hochzeitsfeierlichkeiten. Für Benjamin Brinkmann hat er ein besonderes Hochzeitsgeschenk mitgebracht, er versichert ihm, dass er die vakante Stelle als Oberarzt im Klinikum erhalten werde.

## Drehorte
Die Dreharbeiten fanden im Sommer 2004 statt. Die Drehorte waren wie auch schon zuvor in den 1980er-Jahren das Glottertal mit dem 1914 errichteten Carlsbau (Karte), das Heimatmuseum Hüsli in Grafenhausen, die Stadt Rothaus, die Insel Mainau, Konstanz, die Vesperstube Unterkrummenhof, Aha und der Schluchsee. Der Verkehrsunfall wurde auf einer Landstraße gedreht, die zur Gemeinde Münstertal gehört. Es waren reale Rettungsdienst-Einsatzkräfte des DRK Freiburg, des DRK Müllheim und des Malteser Hilfsdienstes sowie die Freiwillige Feuerwehr Münstertal vor der Kamera zu sehen.

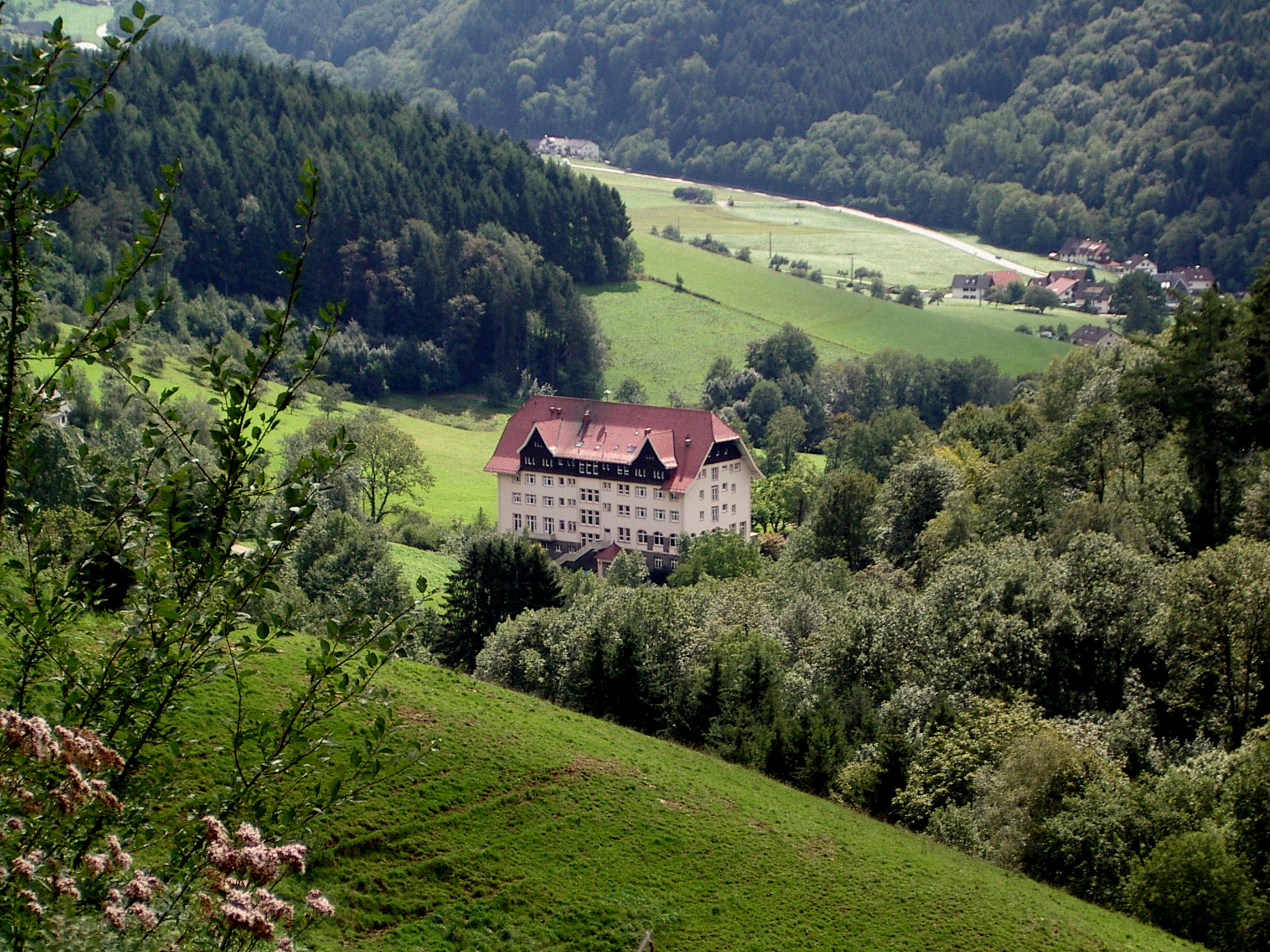
Die „Klinik Glotterbad“ im Glottertal im Schwarzwald (Karte)
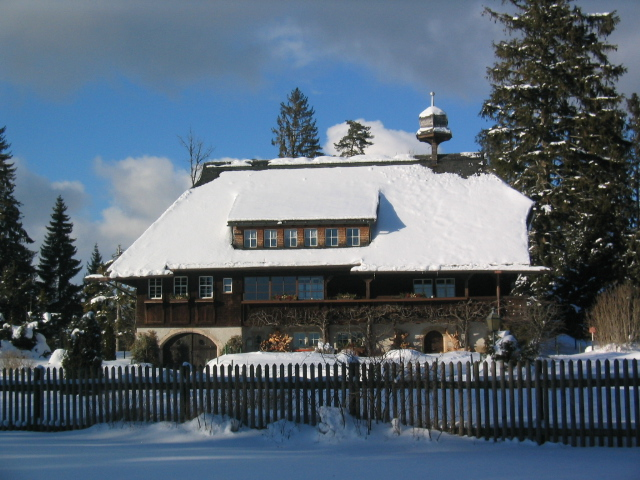
Heimatmuseum Hüsli, Außendrehort der privaten Wohnung von Professor Brinkmann (Karte)

## Rezeption

### Einschaltquoten
Die Erstausstrahlung des Serienspecials erfolgte um 20.15 Uhr im ZDF. Diese erreichte 12,45 Millionen Zuschauer und war mit einem Marktanteil von 33 Prozent überdurchschnittlich erfolgreich. Auch in der Zielgruppe der 14- bis 49-Jährigen schauten knapp vier Millionen zu. Dies entspricht einem Marktanteil von 23,4 Prozent.

### Kritiken
Wie auch die Serie zwanzig Jahre zuvor erhielt das Filmspecial gemischte Kritiken. Es wurde u. a. vom „Hauch des Gestrigen“ gesprochen.
Clara Ott urteilte 2005 für Zeit.de: „Die neue Folge glänzte lediglich in den nachbearbeiteten Sonnenuntergangsszenen und nur erhellende Schauspieler wie Evelyn Hamann oder Eva-Maria Bauer brachten Licht ins Dunkel des Schwarzwalds. Jedem Schauspieler wurde statt einer netten Geschichte lieber ein Auto auf den Charakter maßgeschneidert. (…) Es schien, als galt die Devise ‚Hauptsache dabei sein, egal, was und wie ich spielen muss.‘“

## Fortsetzung
Motiviert durch den Quotenerfolg des Specials wurde noch im selben Jahr ein weiteres Special mit dem Titel Die Schwarzwaldklinik – Neue Zeiten ausgestrahlt, das jedoch mit nur rund sieben Millionen Zuschauern nicht an den Quotenerfolg des Vorgängers anknüpfen konnte.